# Александрос Кумундурос
Александрос Кумундурос (грец. Αλέξανδρος Κουμουνδούρος; 1817 — 26 лютого 1883) — грецький державний і політичний діяч, прем'єр-міністр країни.

## Життєпис
Освіту здобув в Афінському університеті. 1850 року став депутатом парламенту, де невдовзі відзначився своїм ораторським талантом. 1855 був обраний головою палати, згодом кілька разів був міністром фінансів.
Після перевороту 1862 року, в якому він брав активну участь, Кумундурос став членом першого революційного уряду та упродовж кількох наступних років обіймав посади міністра юстиції, міністра освіти і релігії, міністра внутрішніх справ. 14 березня 1865 вперше очолив уряд. Після цього займав пост прем'єр-міністра ще дев'ять разів.
Особливо відзначався як талановитий фінансист, що, втім, не сприяло покращенню фінансового становища Греції. За часів останнього врядування (1880–1882) йому вдалось домогтись приєднання до Греції Фессалії та частини Епіру, після чого Кумундурос призначив нові вибори, щоб населення знову приєднаних областей було представлено в парламенті. Однак це ж населення й проголосувало за опозиційну Кумундуросу партію, після чого останній подав у відставку.